# イケメンラーメン店
『イケメンラーメン店』（朝: 꽃미남라면가게）は韓国で2011年10月31日から2011年12月20日までTvNで放送された韓国のテレビドラマである。日本ではTBSテレビで放送された。

## あらすじ
就職先が見つからず悩んでいた教育実習生ウンビは、イケメンの御曹司チスと出会い、彼に告白。しかし、チスは彼女の教育実習先の学生で、その恋は大変なものになりそうだった。そこへ、ガンヒョクという麺料理店経営者が現れ、ウンビは自分のものだと申し出た。

## 登場人物
チャ・チス
演 -チョン・イル
日本語吹替‐佐藤拓也
韓国最大の食品会社の経営者を親に持つ青年。ガンヒョクとはウンビを取り合う仲である。
ヤン・ウンビ
演 -イ・チョンア
日本語吹替‐本名陽子
主人公。体育教師を目指しているが、就職先が見つからず苦労していた。実家はウンビ軽食という軽食店。
チェ・ガンヒョク
演 -イ・ギウ
日本語吹替‐坂巻学
日本人の父と韓国人の母をもつ、麺料理人。
キム・バウル
演 -パク・ミヌ
日本語吹替‐西健亮
チスの友人。
ウ・ヒョヌ
演 -チョ・ユヌ
日本語吹替‐鈴木裕斗
チスの友人
ユン・ソイ
演 -ホス
日本語吹替‐中上育実
チスに思いをよせる女子高生。
チャ・オクギュン
演 -チュ・ヒョン
チスの父
ヤン・チョンドン
演 -チョン・インギ
ウンビの父
カン・ドンジュ
演 -キム・イェウォン
日本語吹替‐木下紗華
ウンビの先輩である高校教師。
ソ・コーチ
演 -キム・イルン
ウンビの指導をしている体育教師。
コ理事
演 -ソ・ボムソク
ドゥヒョン
演 -ト・サンウ
チスの友人
ヒゴン
演 -ソン・ジェリム
チスの友人
ガンモ
演 -チョン・ボンヒョン
チスの友人

## 視聴率
| Ep   | 放送日         | 平均視聴率 |
| Ep   | 放送日         | 全国       |
| ---- | -------------- | ---------- |
| 1    | 2011年10月31日 | 1.19％     |
| 2    | 2011年11月1日  | 1.45％     |
| 3    | 2011年11月7日  | 2.07％     |
| 4    | 2011年11月8日  | 2.85％     |
| 5    | 2011年11月14日 | 2.80％     |
| 6    | 2011年11月15日 | 3.22％     |
| 7    | 2011年11月21日 | 3.60％     |
| 8    | 2011年11月22日 | 3.00％     |
| 9    | 2011年11月28日 | 3.20％     |
| 10   | 2011年11月29日 | 2.94％     |
| 11   | 2011年12月5日  | 2.83％     |
| 12   | 2011年12月6日  | 3.26％     |
| 13   | 2011年12月12日 | 2.32％     |
| 14   | 2011年12月13日 | 2.40％     |
| 15   | 2011年12月19日 | 2.85％     |
| 16   | 2011年12月20日 | 3.54％     |
| 平均 | 平均           | 2.72％     |

## スピンオフ
この番組は同じ時間に放送された韓国のケーブルテレビの番組の中で一番高い視聴率を8週間にわたって保ち続けた 。また、この番組の最高視聴率は2.93％（地上波では30％～40％に相当するとされる）を記録した。
あまりの人気ぶりにキム・バウルとウ・ヒョヌの二人がラーメン屋を経営する内容のウェブアニメ版が公開された。 Nateで公開されたこのアニメ作品も閲覧数が1,800,000を越えるほどの人気を誇った。

## スタッフ
- 脚本 - ユン・ナンジュン
- 演出 - チョン・ジョンファ